# Una poesia anche per te
Una poesia anche per te è un singolo della cantante italiana Elisa, pubblicato il 15 aprile 2005, come  primo e unico estratto dal quinto album in studio Pearl Days.
Il brano fa parte della colonna sonora del film Scrivilo sui muri diretto da Giancarlo Scarchilli del 2007.

## Descrizione
Il brano è stato scritto e composto da Elisa con la produzione di Glen Ballard, in lingua inglese con il titolo Life Goes On, contenuto nella prima edizione di Pearl Days pubblicato nel 2004. Nella riedizione dell'album nel 2005 il brano venne tradotto in lingua italiana con il titolo Una poesia anche per te, (successivamente rinominato Una poesia anche per te (Life Goes On).
 

Il passaggio dalla versione inglese a quella italiana non è una traduzione letterale del testo, nonostante i due brani abbiano la medesima base strumentale e vi sia la corrispondenza di alcune strofe; la motivazione risiede nella dedica della versione italiana del brano al nonno della cantante, come da lei stessa raccontato in un'intervista a la Repubblica:
(Elisa Toffoli)

## Promozione
Il singolo della canzone uscì nei negozi il 15 aprile 2005, lo stesso giorno dell'uscita della nuova edizione di Pearl Days e già nelle prime settimane raggiunse le prime posizioni della classifica. Come b-side venne inserito il singolo precedente di Elisa, The Waves, che non era stato pubblicato su CD singolo. Non esiste la versione promozionale.
Il singolo debuttò in seconda  posizione (la massima raggiunta) nella classifica dei singoli più venduti e vi rimase per venti settimane. Ed è il 5 singolo più venduto in Italia nel 2005, di cui il singolo italiano più venduto del 2005 da un'artista femminile.
Successivamente il singolo è stato pubblicato anche come download digitale.

## Accoglienza
Recensendo l'album, Giulio Nannini di Rockol scrive che nell'arrangiamento «dominano aperture armoniche ben calibrate all’interno di un arrangiamento che combina vivacità elettrica e una morbida sezione d’archi» e che si possono apprezzare «una vasta gamma di colori e timbriche» vocali.

## Video musicale
Il videoclip della canzone venne girato da Daniele Zennaro, in arte Danxzen, e dalla stessa Elisa e vinse il P.V.I. 2005 come miglior video di un'artista femminile. Nella scena finale le numerose persone presenti (nella maggior parte parenti, amici e conoscenti della cantautrice) sono disposte a formare il simbolo ∞ di infinito, presente anche sul CD del singolo.

## Riconoscimenti
- 2005 - Premio Lunezia all'autrice dell'anno[9]

## Tracce
CD 3004-368
Download digitale
1. Una poesia anche per te (Life goes on) - 5:14
2. The Waves - 4:10

## Classifiche

### Classifiche settimanali
| Classifica (2005) | Posizione massima |
| ----------------- | ----------------- |
| Italia            | 2                 |

### Classifiche di fine anno
| Classifica (2005) | Posizione |
| ----------------- | --------- |
| Italia            | 5         |